# Paul (film, 1969)
Pour les articles homonymes, voir Paul.
Pour plus de détails, voir Fiche technique et Distribution.
Paul est l’unique long-métrage du sculpteur Diourka Medveczky, réalisé en 1969.
Conte poétique et burlesque, il a été tourné en majeure partie dans les Cévennes et notamment dans le village gardois de Saint-André-de-Valborgne, à Paris (rue Henri de Bornier), Fresne-Léguillon (Oise), au bois de Boulogne, et sur l’Ile-aux-Moines (Morbihan).

## Synopsis
Paul, un jeune bourgeois en rupture avec son milieu d'origine, rencontre une communauté de végétariens vagabonds vivant de la mendicité, qu'il décide de rejoindre.

## Fiche technique
- Titre : Paul
- Réalisation : Diourka Medveczky
- Production : Mag Bodard
- Pays d'origine :  France
- Langue : français
- Format : Noir et blanc
- Durée : 92 min.
- Année de production :  1969
- Sortie : 2012

## Distribution
- Jean-Pierre Léaud
- Bernadette Lafont
- Jean-Pierre Kalfon
- Béatrice Costantini
- Léonie Lousseau
- Kate Manheim

## Tournage
- Le manoir servant de décor au film appartenait alors conjointement à Diourka Medveczky et Bernadette Lafont qui, bien qu'encore mariés, s'étaient néanmoins séparés quelque temps avant de tourner ce film[1].

## Accueil

### Critique
Les Cahiers du cinéma écrivent à propos de Paul : « Nous aurons à reparler, à propos de ce film, d'un cinéaste dont on peut d'ores et déjà estimer qu'il est l'un des plus importants tournant en France ». Cependant, malgré ce succès critique, le film n'a jamais été distribué. Il sort en DVD le 6 novembre 2012.

### Distinctions
- 1969 : Grand Prix au Festival d'Hyères
- 1969 : Prix Vingt Ans au Festival d'Hyères
- 1969 : Présentation à la Quinzaine des réalisateurs (en sélection parallèle du festival de Cannes 1969)[3]